# Claes Berg
Claes Berg (* 1. Juli 1886; † 31. Mai 1959) war ein schwedischer Fußballspieler. 1913 bestritt der Stürmer, der zweimal mit AIK den schwedischen Meistertitel gewann, ein Länderspiel für die schwedische Nationalmannschaft.

## Werdegang
Berg spielte in den ersten beiden Jahrzehnten des 20. Jahrhunderts für den seinerzeit in Stockholm beheimateten Allmänna Idrottsklubben. 1904 vertrat er neben seinen Mannschaftskameraden Waldemar Lindén, John Lindell und Knut Nilsson den Klub bei einem Aufeinandertreffen zweier schwedisch-englischer gemischter Auswahlmannschaften. In der vor Einführung der Allsvenskan als landesweiter Spielklasse im Pokalform ausgetragenen Landesmeisterschaft zog er mit der Vereinsmannschaft 1911 erstmals in das Endspiel um die Svenska Mästerskapet ein. An der Seite von Karl Ansén, Theodor Malm und dem Dänen Vilhelm Palme war er einer der elf Protagonisten, die durch einen 3:2-Erfolg über IFK Uppsala zum dritten Gewinn des Meistertitels in der Vereinsgeschichte beitrugen. Drei Jahre später erreichte der Verein erneut das Endspiel. Am 7:2-Finalsieg gegen Helsingborgs IF war er als Torschütze zum 3:1-Zwischenstand in der ersten Halbzeit beteiligt, daneben zeichneten sich insbesondere Helge Ekroth, Ivar Svensson und Valfrid Gunnarsson als jeweils zweifache Torschützen aus.
Im Oktober 1913 berücksichtigte das Auswahlkomitee des Svenska Fotbollförbundet Berg als Auswahlspieler in der schwedischen Nationalmannschaft. Der Ländervergleich gegen die Auswahlmannschaft des dänischen Verbandes ging mit einer 0:10-Niederlage deutlich verloren. Dies blieb sein einziger Länderspieleinsatz.
Über das weitere Leben Bergs – insbesondere auch abseits des Fußballplatzes – ist derzeit nichts bekannt.